# Diocèse de Pomésanie
L'évêché de Pomésanie ou diocèse de Pomésanie (en allemand : Bistum Pomesanien , en polonais : Diecezja pomezańska) a été un diocèse catholique dans les régions prussiennes de Pomésanie et de Pogésanie administrées par l'ordre Teutonique, en Prusse-orientale, puis dans le royaume de Pologne jusqu'au XVIe siècle. Il est devenu un diocèse luthérien en 1523. Un siège titulaire catholique de Pomésanie a été créé en octobre 2014.

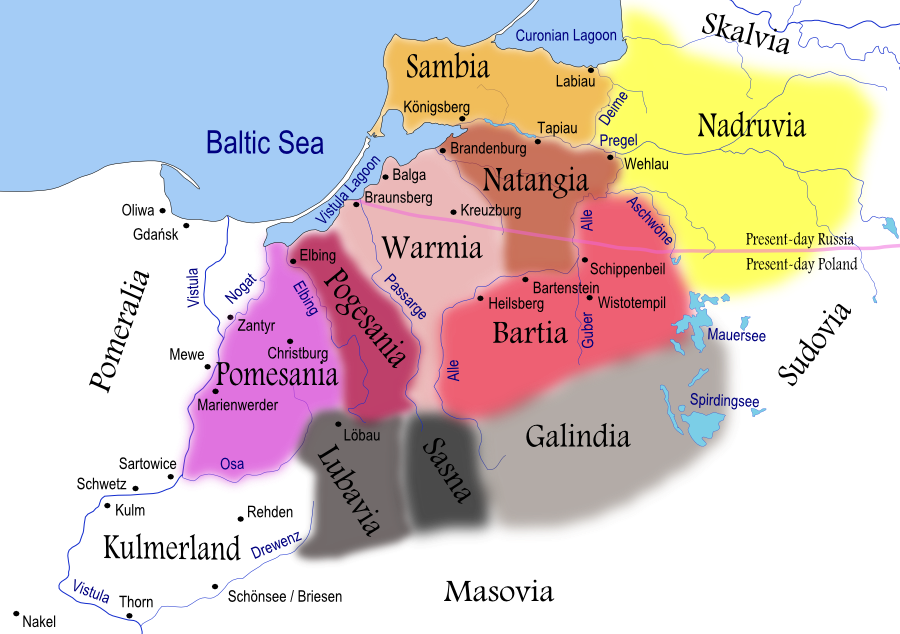
Clans prussiens au XIIIe siècle

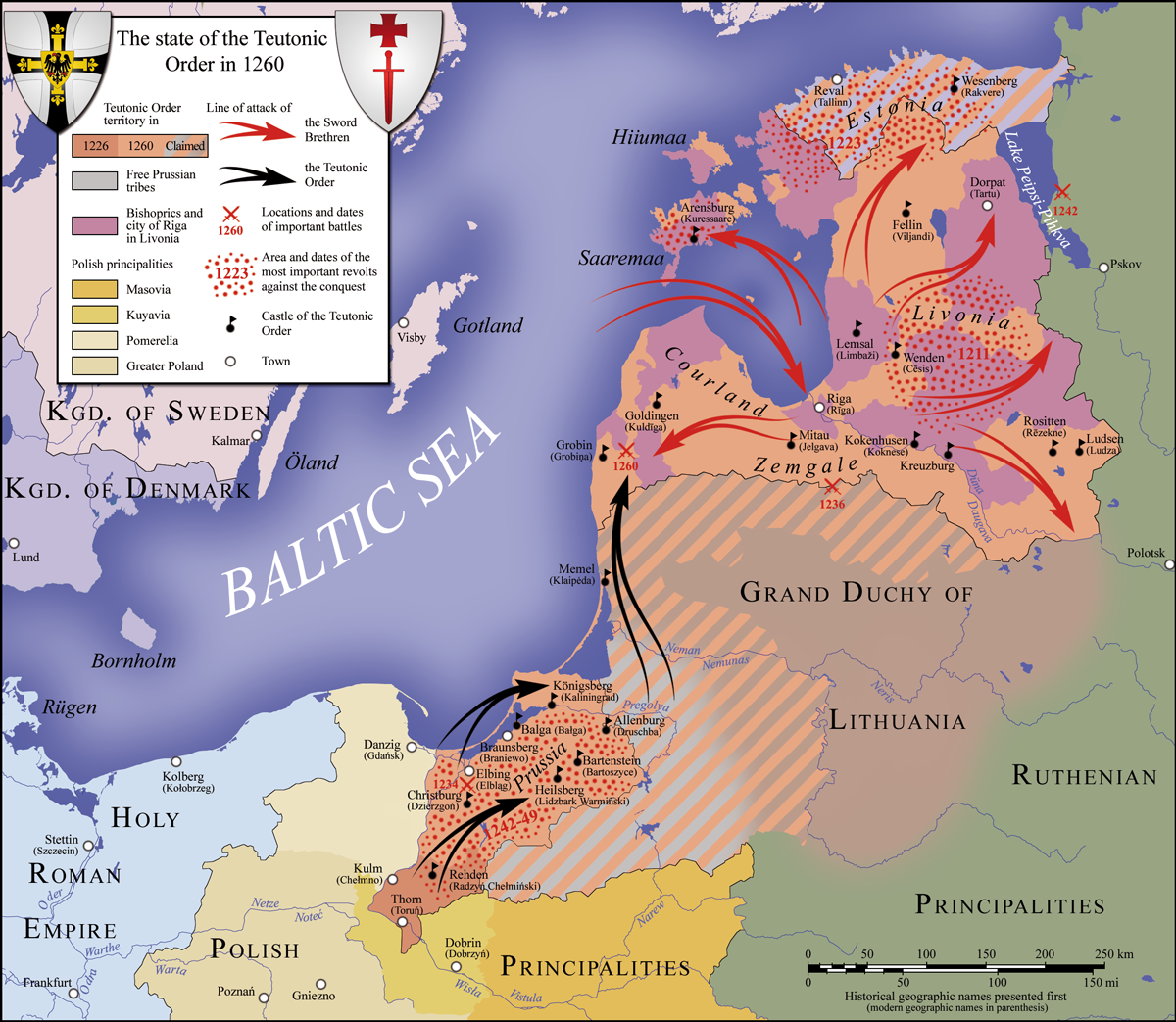
Conquêtes de l'Ordre teutonique à partir de 1226

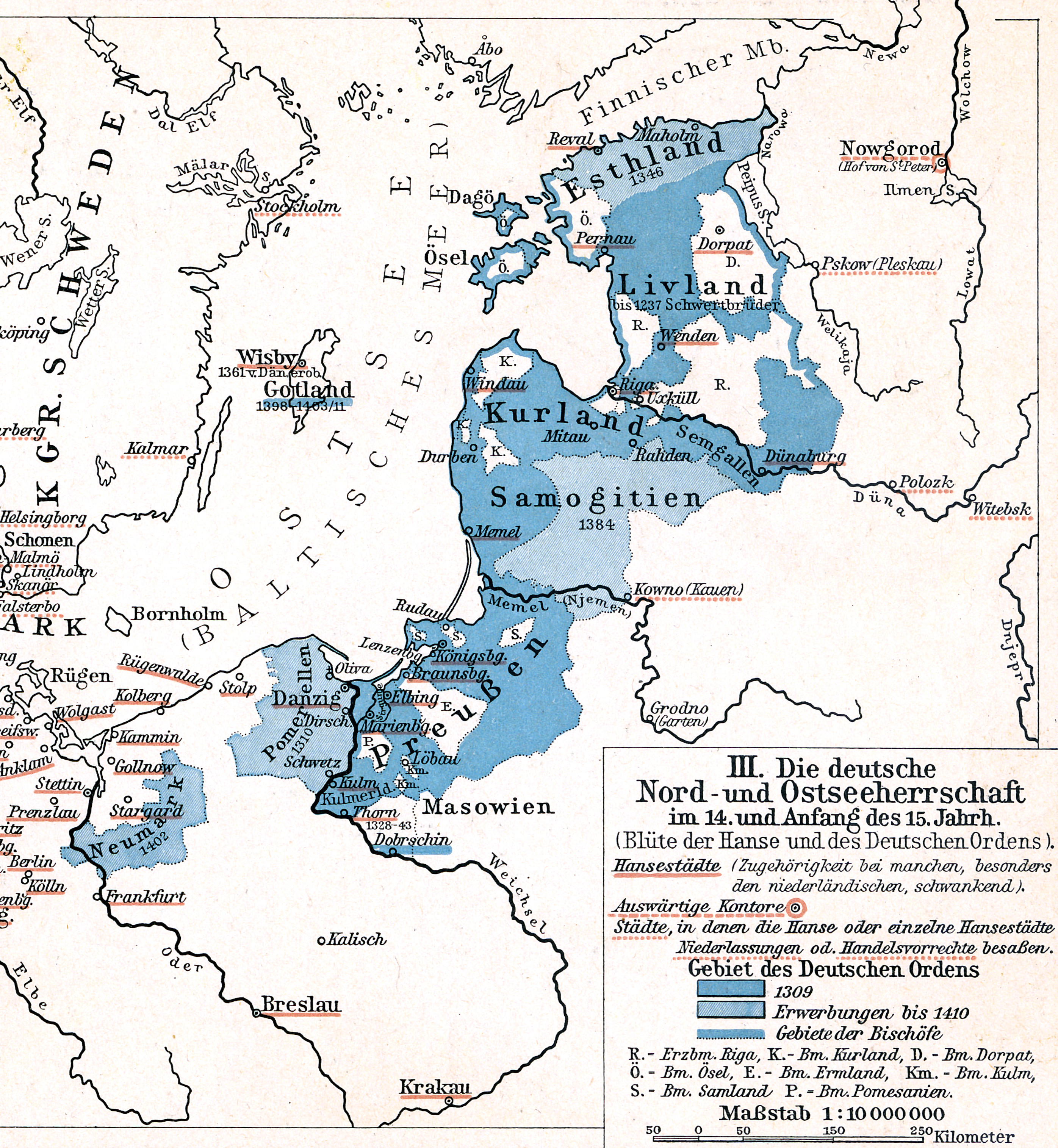
Possessions de l'Ordre teutonique en 1410

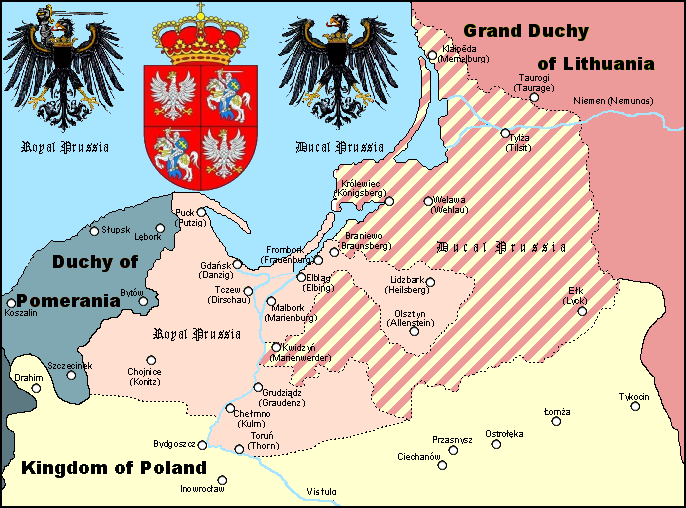
Prusse royale et Prusse ducale après le traité de Thorn

## Diocèse catholique
À la demande du duc de Mazovie, Conrad Ier de Mazovie, le pape Innocent III approuve en 1209 la croisade contre les Prussiens. Le pape nomme en 1212 Christian d'Oliva évêque missionnaire de Prusse. Il crée en 1216 avec Conrad de Mazovie l'Ordre de Dobrzyń, surnommés chevaliers prussiens de Jésus-Christ.
L'ordre Teutonique est fondé en 1198. Il avait pour première mission de secourir les pèlerins allemands en Palestine, tout en s'associant aux opérations militaires qui pouvaient y être menées. Sous le grand maître de l'Ordre Hermann von Salza (1209 - 1239), l'ordre Teutonique est très lié aux Staufen. Les bonnes relations qu'il a avec le pape et l'empereur lui permirent d'obtenir de nombreux privilèges pour l'ordre Teutonique. Après avoir été expulsés en 1225 par les Hongrois qui les accusent de s'approprier des privilèges et des terres dans la lutte contre les Coumans païens, le grand maître a accepté en 1226 l'offre de Conrad Ier de Mazovie en butte aux attaques des Prussiens à la frontière nord de la Mazovie.
L'empereur romain Frédéric II accorde une Bulle d'or au cours de la diète de Rimini, en mars 1226, la Bulle d'or de Rimini pour confirmer les possessions des Chevaliers teutoniques en Prusse. Elle est confirmée par le « traité de Kruschwitz » avec le souverain polonais Conrad Ier de Mazovie en 1230, puis par la bulle papale de Rieti Pietati proximum, donnée par le pape Grégoire IX en 1234.
Après la conquête des terres occupées par les Prussiens par les chevaliers de l'ordre Teutonique, le légat pontifical Guillaume de Modène a réalisé l'organisation ecclésiastique des territoires gagnés par l'ordre Teutonique. Quelques jours après son élection, le 29 juillet 1243, le pape Innocent IV a signé à Anagni une bulle créant quatre diocèses :
- le diocèse de Culm, ou diocèse de Chełmno,
- le diocèse de Pomésanie, comprenant aussi une partie de la Pogésanie,
- le diocèse de Varmie (Ermland) ,
- le diocèse de Sambie (Samland) comprenant la Sambie, la plus grande partie de la Nadruvie et la Sudovie.

Le pape a envoyé en 1244 Albert Suerbeer, ancien archevêque d'Armagh, puis administrateur de l'évêché de Chiemsee, ensuite évêque de Lübeck en 1247, pour surveiller le respect de cette organisation. À titre personnel, il a alors été nommé archevêque de Prusse, Livonie et Estonie, avant d'être élu archevêque de Riga, en 1253, évêque métropolitain des diocèses nouvellement créés. Les chevaliers teutoniques n'ont pu contrôler la Prusse qu'après avoir maté les soulèvements des Prussiens, jusqu'à la fin du XIIIe siècle.
Les évêques de Pomésanie, dont le siège est à Riesenburg (en polonais : Prabuty), ont géré le tiers du territoire diocésain comme étant leurs biens temporels. Le chapitre de la cathédrale du diocèse siège dans la cathédrale fortifiée de Marienwerder (en polonais : Kwidzyn). Dans les années 1280, l'Ordre Teutonique a réussi à imposer que tous les chanoines du chapitre soient membres de l'Ordre teutonique, gagnant ainsi l'influence dans le diocèse et dans les élections des évêques par le chapitre de chanoines. Ils ont pu ainsi empêcher que le temporel de l'évêque de Pomésanie lui permette d'adopter le statut de prince-évêque. Ils ont pu gouverner le diocèse comme étant une partie des possessions de l'Ordre teutonique en Prusse.
La partie du diocèse se trouvant dans la Prusse ducale a été administré par des évêques luthériens à partir de 1523.
Cependant, le diocèse catholique n'a été officiellement supprimé qu'en 1763, le siège étant resté vacant depuis 1524. Il a été géré par des administrateurs apostoliques « temporaires » depuis 1601.
Le territoire du diocèse situé à l'extérieur de la Prusse ducale est resté catholique et le 19 avril 1601 il a été réuni au diocèse de Chełmno (évêché de Kulm = Culm en allemand, actuel diocèse de Pelplin).

## Diocèse luthérien
Georges de Brandebourg-Ansbach, margrave de Brandebourg-Ansbach, a été le premier prince allemand à adopter la Réforme luthérienne. Son frère, Albert de Brandebourg-Ansbach, grand maître de l'ordre Teutonique depuis 1511, a rencontré en 1522 Andreas Osiander à la seconde diète de Nuremberg. Il a ensuite rencontré Martin Luther à Wittemberg qui lui a conseillé d'abandonner l'ordre Teutonique, de se marier et de convertir la Prusse en duché héréditaire. Ces modifications ne pouvaient se faire sans risque. Il a informé le pape Adrien VI de la nécessité de transformer l'ordre Teutonique. Par ailleurs, son frère Georges de Brandebourg-Ansbach a informé leur oncle, le roi de Pologne Sigismond Ier de leur arrangement. Sigismond Ier a accepté cet arrangement en 1525 à condition que le duché de Prusse soit un fief du royaume de Pologne. Albert de Brandebourg-Ansbach s'est converti au luthéranisme en 1525.
Sous l'action de Martin Luther, à partir de 1523, la Réforme protestante s'est développée en Prusse. Le diocèse a été alors par des évêques luthériens jusqu'en 1587, quand le diocèse a été sécularisé par Georges-Frédéric Ier de Brandebourg-Ansbach, régent du duché de Prusse depuis 1577,  pour son neveu Albert-Frédéric de Prusse.
En 1618, l'électorat de Brandebourg (relevant du Saint-Empire romain germanique) et le duché de Prusse (relevant de l'État polonais) sont unis dans le cadre d'une union personnelle par la dynastie des Hohenzollern, formant une entité appelée Brandebourg-Prusse. Le 18 janvier 1701, Frédéric III, électeur du Saint-Empire romain germanique, devient Frédéric Ier, roi en Prusse.

## Évêché titulaire
En octobre 2014, le diocèse catholique de Pomésanie a été restauré en tant qu'évêché titulaire de Pomésanie. Adam Wodarczyk (de) a été nommé évêque titulaire de Pomésanie le 13 décembre 2014 ; il est aussi évêque auxiliaire de l'archidiocèse de Katowice.